# Мартін Ройтер
Мартін Карл Йоханнес Ройтер (31 січня 1980, Саарбрюкен, Німеччина — 6 листопада 2021, с. Здовбиця, Рівненська обл., Україна) — громадський діяч, благодійник та меценат, член Ротарі клубу «Kharkiv International», засновник та голова громадської організації http://mkua.org.ua/ «Мультикультурна Україна» («MultiKultiUA»), співзасновник громадської організації «Спілка округів Водолажчини», один із засновників Харківського Німецького Центру.

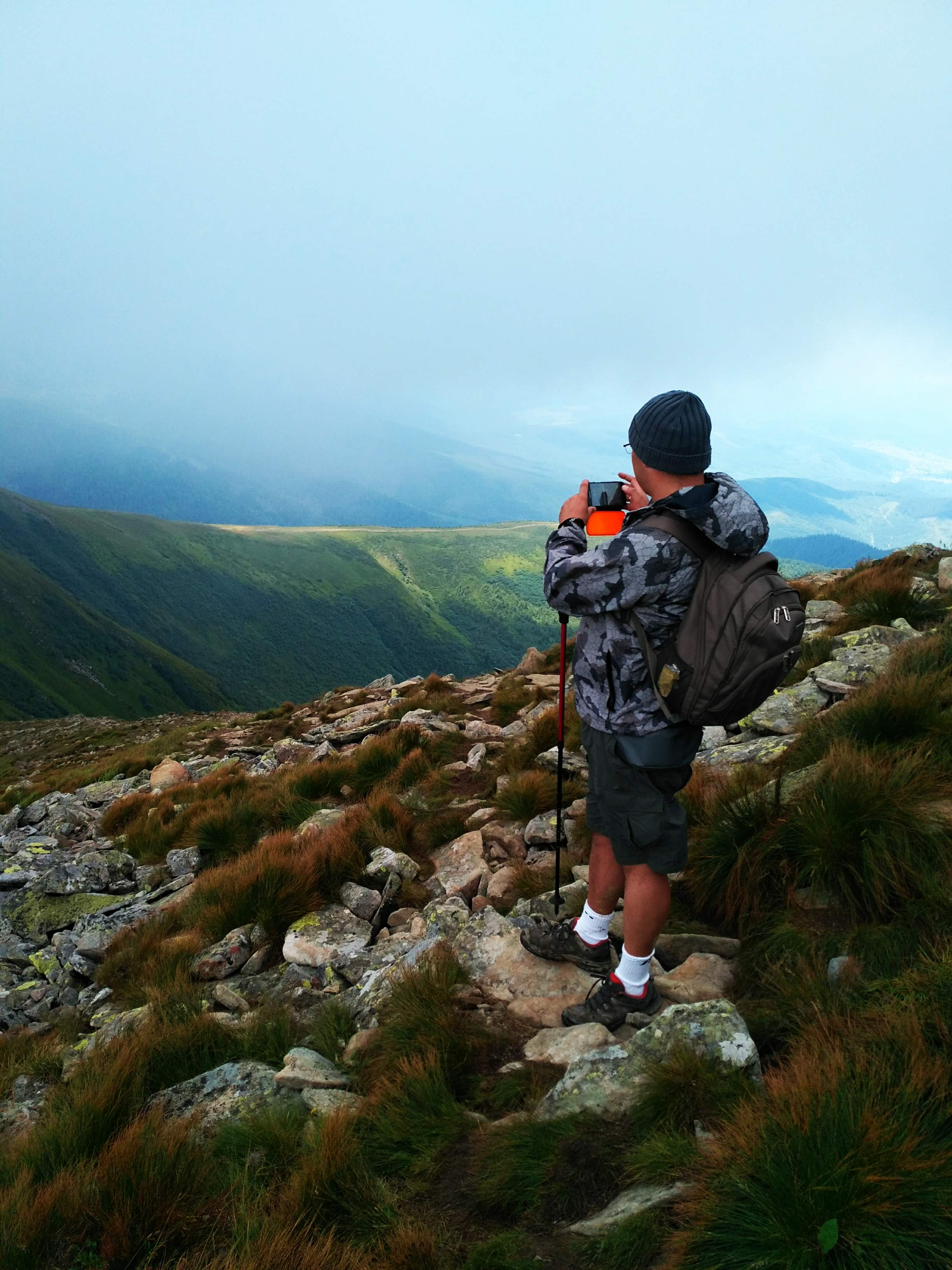
Мартін Ройтер на Говерлі

## Освіта
Жовтень 2001 — Червень 2006 року: Кельнський університет. Східно- та південнослов'янська філологія та політологія. Російська / сербохорватська, політологія з акцентом на ЄС.
Магістр мистецтв. Тема дипломної роботи: «Концепт свободи в драматургії А.П.Чехова».
Жовтень 2000 — Червень 2001 року: Женевський університет. Економічні та соціальні науки (SES).
Вересень 1999 — Червень 2000 року: Лікарня сестер августинок, Кельн. Громадська служба. Допоміжний догляд; нічне чергування, екстрений прийом
1999 рік: Лейбніц Гімназія Св. Інгберта. Набута кваліфікація: A-рівні (2,0); Премія Шеффеля. 
Основні предмети: німецька, англійська, політика

## Професійна діяльність
- З квітня 2020 року

Здолбунів, Україна
Консультант з регіонального розвитку (самозайнятий)
Консультування державних  органів та приватного бізнесу в розвитку міжнародної співпраці (пошук партнерів, комунікаційна стратегія, управління проектами, стабільність та синергія, управління грантами).
Фокусні регіони: Харківська, Сумська, Хмельницька, Рівненська та Тернопільська області.
Ключові теми у 2020/21: міжнародне співробітництво через мультикультурну спадщину, органічне сільське господарство, соціальне підприємництво.
Голова  ГО «Мультикультурна Україна» (МКУА), з травня 2020 року
Управління всією діяльністю, розробка проектів, комунікація з партнерами, фокусними районами та об’єднаними територіальними громадами (ОТГ): Здолбунів, Гоща, Дубно, Плужне. Країни фокусу в 2020/21: США, Німеччина, Чехія, Словаччина, Ірландія, Італія.
Модератор ірландсько-української робочої групи “McClair Project”.
2020/21: Український координатор проекту міжнародного молодіжного обміну “Future Flashback” з учасниками з Туреччини, України та Німеччини.
Модерація онлайн-зустрічей та  дискусій з учнями, вчителями та культурними активістами (10 сесій) про  подорожі в часі майбутнього наших суспільств; проведення виставки під  відкритим небом за результатами проекту. Німецький аналог: dieKunstBauStelle eV; фінансується Фондом EVZ (Берлін).
2021: Асистент координатора проекту молодіжного обміну «Молодіжний міст Варковичі-Бардіїв» з учасниками з України та Словаччини.
Участь в онлайн-дискусіях з  молодіжними активістами про культуру пам’яті та як використовувати  мультикультурну спадщину для регіонального розвитку; надання допомоги у створенні домашньої сторінки проекту та унікальної виставки про рік міграційної хвилі 1947 року між Україною та Словаччиною. Додатковий результат проекту: Створення Варківської молодіжної ради.
Словацькі колеги: Младі Бардейов, Молодіжний парламент Бардейова; за підтримки Будинку Європи (Київ).
2021/2022: Координатор проекту «Трансфер знань про органічне землеробство та зміну клімату в сільському господарстві» за участі представників України та США
Партнер із США: Університет Меріленд, коледж сільського господарства та природничих наук; фінансується в рамках програми «Малі гранти публічної дипломатії - ОСВІТА» за підтримки Посольства США в Україні.
- Грудень 2016 р. – березень 2020 р.

Ужгород, Україна
Інтегрований експерт (CIM/GIZ) при Ужгородській міській раді
Експерт з питань побратимства та розвитку співробітництва
Зміцнення, поглиблення та розширення співпраці міст-побратимів між Дармштадтом та Ужгородом; Управління обміном та передачею знань між двома містами із залученням усіх зацікавлених сторін; участь у підготовці проектних пропозицій; допомога в реалізації грантів  у рамках Німецького співробітництва з розвитку (Schnellstarter Paket Ukraine та програма Nakopa, фінансована GIZ/SKEW); допомога у створенні клімату для майбутньої співпраці в нових сферах, таких як економічний розвиток і B2B; зосередження на діяльності громадянського суспільства та лобіювання ідеї громадянської участі (засновано Партнерську асоціацію Darmstädter Haus).
Реалізація інших німецьких проектів в регіоні: Deutsche Wochen in der Ukraine; Senior-Experten Service SES, MeetUP /EVZ.
- Травень 2014 р. — жовтень 2016 р.

Київ, Україна
Інтегрований експерт (CIM/GIZ) у Торгово-промисловій палаті України (UCCI)
Менеджер проектів зовнішньоекономічної діяльності, координатор Європейського офісу
Розвиток відділу та інтеграція його до існуючої системи Палати; просування бренду «Європейський офіс при Торгово-промисловій палаті України»; взаємодія з місцевими торгово-промисловими палатами; співробітництво з посольствами та міжнародними організаціями; зв'язок з містами та спільнотами в рамках ініціатив співпраці з німецькими партнерами; організація представництва Служби старших експертів СЕС у ТПП України; пріоритетний регіон Закарпаття (2015 р.): активізація діяльності у цьому регіоні, ініціювання створення «Steinbeiszentrum Uzhgorod».
Координатор «Програми стажування німецького бізнесу для України»
Загальноукраїнське просування програми у тісній співпраці з Gesellschaft für Internationale Zusammenarbeit (GIZ) та Комітетом зі східноєвропейських економічних відносин; проведення презентацій у Києві, Львові, Ужгороді, Мукачеві, Івано-Франківську, Тернополі, Чернівцях, Одесі, Дніпропетровську, Житомирі, Чернігові, Полтаві та Харкові; розвиток мережі мультиплікаторів (представників міжнародних офісів університету, ромадських організацій тощо); організація або, як варіант, проведення заходів (прийоми у Посольстві Німеччини в Києві, інформаційні семінари в рамках «Тижня Німеччини в Україні», ярмарки освіти), проведення відбіркових інтерв'ю стипендіатів, створення мережі випускників.
Українська торгово-промислова палата.
- Лютий 2014  р. — травень 2014 р.

Донецьк, Україна
Інтегрований експерт (CIM/GIZ) при Донецькій торгово-промисловій палаті
Менеджер з міжнародної освіти та розвитку бізнесу
Підтримка диверсифікації послуг; розробка мовних та освітніх програм для просування у регіоні; впровадження навчальних підходів до професійного розвитку персоналу; співробітництво з потенційними партнерами зі співробітництва за кордоном; співробітництво з потенційними партнерами зі співробітництва в Україні (переважно освітні установи, такі як університети та мовні школи); набір нових членів у Палату.
Донецька торгово-промислова палата
- Січень 2011 р. — січень 2014 р.

Харків, Україна
Співзасновник, співвласник, координатор проекту "Deutsches Zentrum"
Координація проекту «ZAV літня робота та стажування для іноземних студентів», консультування відділу мовної школи, моніторинг стандартів сертифікованих мовних тестів (TestDaF, TestAS), координація роботи регіонального відділення Служби старших експертів (СЕС); управління якістю; організація візитів ділових людей до Німеччини, організація управлінських семінарів у Німеччині та Україні для українських компаній, робота з іноземними замовниками у сфері ІТ-аутсорсингу у Харкові, створення нових ділових зв'язків із новими партнерами зі співробітництва 
Примітка: Deutsches Zentrum представляє безліч проектів, пов'язаних з Німеччиною, на сході України; працює як школа німецької мови, а також як туроператор та організатор заходів; у листопаді 2013 року у компанії працювало 5 штатних співробітників, а також 15 почесних вчителів. Компанія має організаційно-правову форму ТОВ (товариство з обмеженою відповідальністю) відповідно до законодавства України.
- Лютий 2008 р. — липень 2013 р.

Харків, Україна
Викладач Німецької служби академічних обмінів (DAAD) у Харкові, Україна
Викладання німецької мови як іноземної у різних вищих навчальних закладах міста; регулярні презентації стипендіальних програм (DAAD, AHS та ін.); відвідування заходів, актуальних для політики вищої освіти, управління у сфері вищої освіти, ініціювання та підтримки науково-економічного співробітництва («Наука — бізнесу»), діяльності відповідно до Політики зовнішньої культури ФРН; реалізація проектів Tempus/TACIS. Зона компетенції: Харків – Суми – Полтава.
Національний Каразінський університет
- Вересень 2006 р. — грудень 2007 р.

Ташкент, Узбекистан
Мовний асистент DAAD у Ташкенті. УзбекистанВикладання німецької мови як іноземної, координація культурних проектів; почесний радник GTZ з питань меншин.
Державний університет Мірзо Улугбека

## Громадська діяльність з 2018 року
Член-засновник ГО «Спілка округів Водолажчини» (2018 р.) та ГО «Розвиток Кременеччини» (2019 р.)
Обидві громадські організації прагнуть надавати допомогу зацікавленим сторонам процесу децентралізації і, роблячи це (наприклад, реалізуючи проекти в галузі молодіжного обміну, стимулюючи національні та міжнародні мережі, підвищуючи культуру пам'яті), сприяти сталому регіональному розвитку в європейській перспективі України.

## Соціальне та академічне залучення (2009-2013)
Засновник та почесний член української громадської організації MultiKultiUA.
Ця організація підтримує культурний обмін між Україною та іншими країнами (переважно ЄС). Ключова сфера: міжнародний обмін волонтерами та стажистами, підтримка соціальних проектів, розвиток села.
Комісар TestDaF по Харкову та Східній Україні.
Уповноважений партнерської установи в Україні за програмами літньої роботи та стажування Міжнародної служби працевлаштування (ZAV: Zentrale Auslands- und Fachvermittlung, Бонн).
Фасилітатор харківської локальної групи «Експатська соціальна мережа» InterNations (2011-2012).
Засновник Німецько-українського академічного центру при Харківському національному університеті імені В.М. Каразіна.

## Участь у бізнесі. Економічний розвиток
Співзасновник та співвласник «Deutsches Zentrum» (DZ).
Колишній співвласник (2011-2013) туристичної організації «MonteTravel», що спеціалізується на студентських поїздках до Європи та етнічних турів Україною та прагне сприяти розвитку сільського туризму.
Представник Служби старших експертів (SES).
Радник з міжнародного співробітництва, альтернативних джерел енергії та енергоефективності компанії «Elaks».